# Chama (Zâmbia)

Chama é uma cidade e um distrito da Zâmbia, localizados na província Oriental.é uma região repleta de belezas naturais e potencial inexplorado. As águas tranquilas do Rio Luangwa e a diversidade de vida selvagem que habita as suas vastas paisagens fazem do Distrito de Chama um destino promissor para exploração. Para além da sua beleza cénica, o distrito distingue-se pela sua história de desenvolvimento orientado para a comunidade, governação transparente e gestão estratégica de recursos. À medida que nos aprofundamos nesta área fascinante, descobrimos as suas dinâmicas e iniciativas únicas, revelando uma narrativa que merece ser mais explorada.
No distrito de Chama, na Zâmbia, o perfil demográfico e a visão geral ilustram uma rica variedade de recursos naturais e uma população crescente. Abrangendo 17.630 quilômetros quadrados, o Distrito de Chama é o maior da Província Oriental, com uma população de 130.891 habitantes, de acordo com o Censo de 2010. O distrito tem uma taxa de crescimento populacional anual de 4,0%, indicando um aumento constante de residentes.  
O distrito é abundante em recursos naturais, incluindo a vida selvagem, o rio Luangwa, as árvores Mukula, as árvores Mopani e o arroz Chama, que contribuem para a sua riqueza económica e ecológica. Adicionalmente, o Distrito de Chama é conhecido pelas suas diversas culturas e espécies arbóreas, realçando o seu potencial agrícola e florestal.

A paisagem demográfica diversificada e a riqueza de recursos no distrito de Chama proporcionam uma base para oportunidades de desenvolvimento dinâmico e crescimento sustentável na região.
1. ↑  «Chama Town council». Consultado em 6 de julho de 2024
2. ↑  «Districts of Zambia». Statoids.com. Consultado em 2 de julho de 2024
3. ↑  «Chama District in Zambia». Consultado em 2 de julho de 2024
4. ↑  «Census report». zamstats.gov.zm. Consultado em 2 de julho de 2024
5. ↑  Taylor, Rebecca (10 de maio de 2021). «Everything You Need to Know About Chama District of Zambia». bodhizazen.org. Consultado em 2 de julho de 2024